# Luka Ilić
Luka Ilić (ur. 2 lipca 1999 w Niszu) – serbski piłkarz występujący na pozycji pomocnika w klubie Troyes AC. Wychowanek Realu Nisz, w trakcie swojej kariery grał także w takich zespołach, jak Manchester City, FC Twente, Crvena zvezda oraz NAC Breda. Młodzieżowy reprezentant Serbii.